# کالکانتیت
کالکانتیت  (به انگلیسی: Chalcanthite) با فرمول شیمیایی CuSO4·5H2O از مجموعه کانی های سمی است و محلول در آب با بوی نامطبوع، در هوای آزاد آب خود را از دست می‌دهد. درسطح به صورت پودر و شوره سفید متمایل به سبز نمایان می‌گردد. از کلمات یونانی Khalkos به معنای مس و anthos به مفهوم گل گرفته شده‌است.
برای اولین بار در اسپانیا کشف شد و از نظر شکل بلور: پهن و ضخیم، منشوری کوتاه، رنگ آبی، شفاف، شکستگی صدفی، جلای شیشه ای، رخ ناکامل مطابق با و، سیستم تبلور تری کلینیک و در رده‌بندی سولفات است و منشأ تشکیل آن ثانوی است.
همایند کانی‌شناسی (پارانژ) آن کروهنکیت - لیروکونیت- پیکرینژیت- اپسونیت- ملانتریت- فیبروفریت است، از نظر ژیزمان بلوری - پوسته‌ای - قشری - استالاگتیتی - رگه‌های دانه‌ای - رشته‌ای مایل تقریباً کمیاب است و بیشتر در آلمان، چک اسلواکی، انگلستان، اسپانیا و شیلی یافت می‌شود.
کانی ملانتریت: کانی ملانتریت یکی از کانی‌های سولفاته آهن‌دار است که بطور ثانویه در محیط‌های سوپرژن تشکیل می‌شود. نفوذ سیالات جوی اکسیژندار مهمترین عامل تخریب پیریت‌های اولیه در این محیط‌هاست. که نتیجه آن تولید محلول‌های سولفاته آهن‌دار اسیدی است که با مهاجرت به محیط‌های احیایی محتوای سولفات آهن آن‌ها سبب ته‌نشست کانی ملانتریت می‌گردد.